# Koida
Koida es una  ciudad censal situada en el distrito de Sundargarh en el estado de Odisha (India). Su población es de 6763 habitantes (2011). Se encuentra a 213 km de Bhubaneswar y a 62 km de Raurkela. 

## Demografía
Según el censo de 2011 la población de Koida era de 6763 habitantes, de los cuales 3720 eran hombres y 3043 eran mujeres. Koida tiene una tasa media de alfabetización del 73,51%, superior a la media estatal del 72,87: la alfabetización masculina es del 81,93%, y la alfabetización femenina del 62,77%.